# 1887

## Esdeveniments
Països Catalans
- 23 de juny - Reus: es crea la societat del Tramvia Econòmic de Reus a Salou.

Resta del món
- 11 de gener - França: El metge Joseph Grancher defensa el tractament creat per Louis Pasteur contra la ràbia en l'Acadèmia Nacional de Medicina.
- 20 de gener - Començament d'una expedició en Àfrica per Stanley i Stairs destinada a aportar de l'ajuda a Mehmed Emin Pasha.
- 27 de gener - París (França): hi comencen les obres de la Torre Eiffel.
- 5 de febrer - Milà (Itàlia): s'hi estrena l'òpera Otello, de Giuseppe Verdi.
- 4 de març - Gottlieb Daimler presenta el seu primer automòbil.
- Abril - Sortida de Bamako de l'expedició de Binger a l'Elevat Níger i a Costa d'Ivori (1887-1889).
- 6 de juny - Dipòsit de la marca Coca-Cola en els Estats Units.
- 21 de juny - Celebració del Jubileu d'Or del regnat de Victoria del Regne Unit.
- 26 de juliol - Polònia: Zamenhof hi publica la primera gramàtica de l'esperanto.
- 1 d'octubre: L'imperi Britànic ocupa la regió del Balutxistan.
- 11 de novembre - Estats Units: en Chicago executen a 4 obrers anarquistes que lluitaven per la jornada de 8 hores (Crim de Chicago).
- 31 de desembre - El govern de Colòmbia signe un concordat amb l'Església. Aquesta signatura revela l'orientació nova i conservadora de la Colòmbia: el liberalisme i el federalisme són a poc a poc abandonats mentre que s'augmenten els poders presidencials.
- Iemen - Aden es converteix en protectorat anglès.
- Es crea la Unió Indoxina.
- Japó annexa Iwo Jima.

## Naixements
| M/d   | Nom i llinatges | Activitat | Origen     | M.   |
| ----- | --------------- | --------- | ---------- | ---- |
| 05/22 | Arthur Cravan   | artiste   | francosuís | 1918 |

Països Catalans
- 18 de febrer, Paterna, Horta Oest: Joan Peiró i Belis, sindicalista anarquista, secretari general de la CNT en els anys 20 i Ministre d'Indústria durant la II República.
- 19 de febrer, Ciutadella de Menorca: Margarita Florit Anglada, mestra i pedagoga menorquina (m. 1956).[1]
- 6 de març, Barcelonaː Consol Pastor Martínez, bibliotecària catalana, de la primera promoció de l'Escola de Bibliotecàries (m. 1973).[2]
- 16 de maig - Barcelona: Maria Rusiñol i Denís, pintora, poeta i novel·lista catalana (m. 1972).[3]
- 27 de maig, Girona: Fidel Roig Matons, pintor i músic
- 4 de juny, Westminsterː Ray Strachey, sufragista i assagista anglesa que lluità per la igualtat de drets de les dones (m.1940).[4]
- 5 de juny, Cervera, la Segarra: Agustí Duran i Sanpere, historiador, arxiver i arqueòleg català (m. 1975).
- 6 de juny, Barcelona: Rosa Hernáez i Esquirol, ballarina clàssica, cantant de sarsuela i actriu (m. 1964).[5]
- 10 de juliol, Cornellana: Maria Majoral, coneguda com la Tamastima, trementinaire de la Vall de la Vansa (m.1976).[6]
- 31 d'agost, Malgrat de Mar (Maresme): Zenòbia Camprubí i Aymar, escriptora i traductora (m. 1956).[7]
- 7 d'octubre, Sant Feliu de Guíxols: Gaziel, pseudònim d'Agustí Calvet i Pascual, escriptor i periodista català (m. 1964).[8]
- 23 de setembre, Lleida: Salvador Seguí (el Noi del Sucre), pintor, sindicalista de la CNT (m.1923)
- 24 d'octubre, Els Guiamets: Neus Català i Pallejà, supervivent del camp de concentració nazi de Ravensbrück i activista de la memòria històrica.[9]
- 24 de desembre, València: Lucrezia Bori, cèlebre cantant valenciana d'òpera, soprano lírica (m. 1960).
- 28 de desembre, Campos, Mallorca: Coloma Abrines Vidal –Madò Coloma Solera–, cuinera mallorquina (m. 1987).[10]
- Cocentaina, Comtat: Antoni Torró, filòsof i assagista franciscà (m. 1937).
- Barcelona: Jordi Rubió i Balaguer, eminent filòleg, professor i historiador de la literatura catalana, va organitzar la xarxa de Biblioteques Populars durant la Guerra civil espanyola, guardonat amb el primer Premi d'Honor de les Lletres Catalanes l'any 1969.
- Crevillent: Francisco Mas Aznar, soldat d'artilleria condecorat

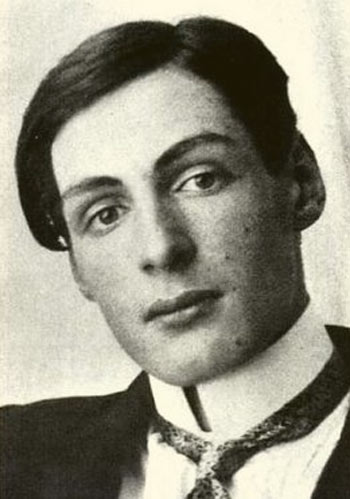
Arthur Cravan (d. 1918)

Resta del món
- 3 de gener, Riga, Imperi Rus: Harriet von Rathlef, escultora russa
- 28 de gener, Łódź, Polònia: Arthur Rubinstein, pianista polonès d'origen jueu (m. 1982).
- 2 de febrer, Tudela, Navarra: María Francés, actriu espanyola (m. 1987).[11]
- 5 de març, Rio de Janeiro, Brasil: Heitor Villa-Lobos, compositor brasiler (m. 1959).[12]
- 7 de març, Durand, Wisconsin: Helen Parkhurst, pedagoga estatunidenca creadora d'un mètode d'ensenyament individualitzat (m.1973).[13]
- 11 de març, Nova York, Estats Units: Raoul Walsh, director de cinema estatunidenc (m. 1980).[14]
- 14 de març, Baltimore, Estats Units: Sylvia Beach, llibretera i editora nord-americana (m. 1962).[15]
- 21 de març, Lynn, Massachusetts: Ruth Law Oliver, pionera de l'aviació estatunidenca (m. 1970).[16]
- 23 de març, Madrid: Juan Gris, pintor cubista espanyol (m. 1927).
- 24 de març, Smith Center, Kansas: Roscoe Arbuckle, Fatty, actor i director cinematogràfic nord-americà (m. 1933).
- 10 d'abril, Buenos Aires, Argentina: Bernardo Alberto Houssay, farmacèutic i metge argentí, Premi Nobel de Medicina o Fisiologia de 1947 (m. 1971).[17]
- 18 de maig, Boston, Massachusetts: Jeanie MacPherson, actriu i després guionista estatunidenca (m. 1946).[18]
- 31 de maig, Pointe-à-Pitre, Guadalupe (Petites Antilles): Saint-John Perse, poeta i diplomàtic francès Premi Nobel de Literatura de l'any 1960 (m. 1975).[19]
- 5 de juny: 
  - Nova York: Ruth Benedict, antropòloga estatunidenca (m.1948).[20]
  - Otto Friedrich Conrad Rudnik, músic alemany.
- 6 de juny, Nova York: Ruth Benedict, antropòloga nord-americana (m. 1948).[20]
- 20 de juny, Hannover (Alemanya): Kurt Schwitters, artista alemany, pintor, escultor, poeta sonor i grafista (m. 1948).[21]
- 6 de juliol, Sydney: Annette Kellermann, nedadora professional que lluità per la modernització del banyador esportiu per a dona (m. 1975).[22]
- 7 de juliol, Vítsiebsk, Belarús: Marc Chagall, pintor (m. 1985).[23]
- 9 de juliol, Placetas, Villa Clara, Cuba: Emilio Mola Vidal, militar espanyol i un dels líders de l'intent de cop d'estat del 18 de juliol de 1936 i la rebel·lió militar subsegüent amb la qual s'inicià la Guerra Civil espanyola (m. 1937).[24]
- 18 de juliol, Fyresdal (Noruega): Vidkun Quisling, polític noruec, conegut pel seu col·laboracionisme amb els invasors nazis durant la Segona Guerra Mundial (m. 1945).[25]
- 22 de juliol, Hamburg, Alemanya: Gustav Ludwig Hertz, físic alemany, Premi Nobel de Física de 1925 (m. 1975).[26]
- 28 de juliol, Blainville-Crevon, França: Marcel Duchamp, pintor i escultor francès.[21]
- 12 d'agost, Viena (Imperi austrohongarès): Erwin Schrödinger, físic austríac, Premi Nobel de Física de 1933 (m. 1961).[27]
- 17 d'agost, St. Ann's Bay, Jamaica: Marcus Garvey, editor, periodista, i empresari jamaicà, panafricanista (m. 1940).[28]
- 7 de setembre, Scarborough: Edith Sitwell, poeta modernista anglesa molt influent (m. 1964).[29]
- 16 de setembre, 
  - París, França: Nadia Boulanger, professora de música, directora d'orquestra i compositora francesa (m. 1979).[30]
  - San Rafael, EEUU: Louise Arner Boyd, exploradora americana de Groenlàndia i l'Àrtida, fotògrafa i escriptora (m. 1972).[31]
- 5 d'octubre, Baiona, França: René Cassin, jurista i jutge francès, Premi Nobel de la Pau de l'any 1968 (m. 1976).
- 6 d'octubre, La Chaux-de-Fonds, Suïssa: Le Corbusier, arquitecte suís (m. 1965).[32]
- 24 d'octubre, Lausana, Suïssa: Victòria Eugènia de Battenberg, reina consort d'Espanya.[33]
- 31 d'octubre, Xicou (Xina): Chiang Kai-shek o Jiang Jieshi, militar i estadista xinès. Va succeir Sun Yat-sen com a líder del Partit Nacionalista Xinès Guomindang, i fou el líder màxim, sota diversos càrrecs, de la República de la Xinaestablerta a Nanjing el 1927 (m. 1975).
- 1 de novembre, Stretford, Gran Manchester (Anglaterra): L.S. Lowry, pintor modernista anglès (m. 1976).[34]
- 10 de novembre, Galați: Elisa Leonida Zamfirescu, enginyera i investigadora romanesa.[35]
- 15 de novembre, Sun Prairie, Wisconsin: Georgia O'Keeffe, artista estatunidenca d'art abstracte (m. 1986).[36]
- 17 de novembre, Kennington, Surrey (Anglaterra): Bernard Law Montgomery, primer vescomte d'el Alamein, militar britànic, que va destacar durant la Segona Guerra Mundial (m. 1976).[37]
- 23 de novembre, Londres, Regne Unit: Boris Karloff, actor britànic (m. 1969).
- 28 de novembre, Múnic, Imperi Alemany: Ernst Röhm, polític i militar alemany (m. 1934).
- 14 de desembre, San Fernando, Argentina: Xul Solar, pintor, escultor i escriptor argentí (m. 1963).
- 18 de desembre, París: Madeleine Martenot, pianista francesa, creadora del Mètode Martenot (m. 1982).[38]
- 22 de desembre, Erode (Raj Britànic):  Srinivasa Ramanujan (en tàmil: ஸ்ரீனிவாஸ ஐயங்கார் ராமானுஜன்), matemàticindi (m. 1920).[39]
  - Londres o Radzanw, Polònia: Morris Abraham Cohen, aventurer
  - Medellín: María de los Ángeles Cano Márquez, política

## Necrològiques
Països Catalans
- 4 d'abril - Barcelona: Caterina Mas i Porcell, soprano catalana (n. 1820).[40]
- 1 de juliol - Barcelona: Maria Josepa Massanés i Dalmau, escriptora i poeta tarragonina (n. 1811).[41]

Resta del món
- 9 de gener, Lisboa: Josephine Amann-Weinlich, pianista, violinista, directora d'orquestra i compositora austríaca, fundadora de la primera orquestra femenina d'Europa (n. 1848).[42]
- 1 de maig - Wiesbaden: Ferdinand Möhring, compositor, director d'orquestra i organista alemany.
- 8 de maig - Montevideo, Uruguai: Lorenzo Batlle y Grau, president de l'Uruguai (n. 1810).
- 17 de juliol - Trenton, Nova Jersey: Dorothea Dix, educadora, reformadora social americana (n. 1802).[43]
- 15 d'agost - San Lurinç, Udine: Catarine Percût, escriptora italiana en friülès.[44]
- 19 de novembre, Nova York: Emma Lazarus, poeta estatunidenca, autora del The New Colossus, gravat a l'Estàtua de la Llibertat (n. 1849).[45]